# Badlhöhle
Badlhöhle är en grotta i Österrike. Den ligger i distriktet Graz-Umgebung och förbundslandet Steiermark, i den östra delen av landet. Badlhöhle ligger 495 meter över havet.
Terrängen runt Badlhöhle är kuperad. Närmaste större samhälle är Peggau, söder om Badlhöhle.
I omgivningarna runt Badlhöhle växer i huvudsak blandskog.